# Zrub, Rohatîn
Zrub (în ucraineană Зруб) este un sat în comuna Vîșniv din raionul Rohatîn, regiunea Ivano-Frankivsk, Ucraina.

## Demografie
Componența lingvistică a localității Zrub
     Ucraineană (98%)
     Rusă (2%)
Conform recensământului din 2001, majoritatea populației localității Zrub era vorbitoare de ucraineană (98%), existând în minoritate și vorbitori de rusă (2%).